# キルタイムコミュニケーション
株式会社キルタイムコミュニケーション（KILL TIME COMMUNICATION、略称KTC）は、東京都中央区に本社を置く出版社。

## 概要
キルタイムコミュニケーションは、広告代理店である株式会社マイクロハウスの編集プロダクション部門として1995年11月30日設立された。当初はグループ会社である出版社・マイクロマガジン社（当時はマイクロデザイン）の編集制作を請け負っていたが、後に自らも出版社として雑誌や書籍など様々な刊行物を発行することになる。また、出版だけではなくゲームソフトの企画及び開発も手がけている。
キルタイムコミュニケーションの出版部門は、自作パソコンユーザー向けの『PC-DIY』（1997年 - 2004年）や、中古ゲームソフトの専門誌『ユーズド・ゲームズ』（1997年 - 2002年）および『ナイズゲームズ』（1998年 - 2002年）、2誌を統合した『ユーゲー』（2002年 - 2006年）などの雑誌を主に発行。その他、初期の2ちゃんねるのログを集めた『2ちゃんねるの本』に代表されるWebサイトの内容を収録した「ホームページブックス」や、通信販売で買える商品を片っ端からテストするといった書籍などのシリーズを出版していた。
その後、ゲームやコンピュータの出版物はマイクロマガジン社へ版元が移行した。
なお、キルタイムコミュニケーションの公式サイトでは関連会社として「株式会社マイクロハウス」および「マイクロマガジン社」が明記されているが、マイクロマガジン社の公式サイトでは関連会社として「株式会社マイクロハウス」のみ記載でキルタイムコミュニケーションの記載はない。
手がける出版物が、ゲーム・パソコン・その他一般の出版物からアダルト中心へと移っていった理由として、マイクロマガジン社によるロバート・キヨサキの考案の教育ボードゲーム『キャッシュフロー101』日本語版の版権取得が考えられる。つまり、キャッシュフローゲームを取り扱えなくなるリスクを減らすために、キルタイムをマイクログループのアダルト部門とした上で、関係をなるべく表に出さないようにしたというものである。
キルタイムコミュニケーションで一番売れた本（2016年時点）は「ポケットモンスターを遊びつくす本 (赤)」である。

## 刊行物

### 雑誌
- コミックアンリアル（奇数月12日発売）
- 二次元ドリームマガジン
- コミックヴァルキリーWeb版
- コミックシャイニー（Webコミック誌[5]）

### 小説
- 二次元ドリームノベルズ
  - 二次元ドリーム文庫
  - リアルドリーム文庫
- ビギニングノベルズ - 男性向けサイト「ノクターンノベルズ」掲載作品を書籍化。
- ショコラシュクレノベルズ - 女性向けノベルレーベル。乙女向けサイト「ムーンライトノベルズ」掲載作品を書籍化。

### 漫画
- ヴァルキリーコミックス - 漫画レーベル。「コミックヴァルキリー」掲載作品を単行本化。
- 二次元ドリームコミックス - 成年漫画のレーベル。「二次元コミックマガジン」などのアンソロジーコミックや作家単行本を刊行。
  - くっ殺ヒロインズ - 成年コミックアンソロジー。正義のヒロイン姦獄ファイル、敗北乙女エクスタシーよりリニューアル。紙書籍版はくっ殺ヒロインズSP
  - 二次元コミックマガジン - 成年コミックアンソロジー。
- アンリアルコミックス - 成年漫画のレーベル。
  - 別冊コミックアンリアル- 成年コミックアンソロジー。
- ヤングアンリアルコミックス - 青年漫画のレーベル。「アンリアル」よりコメディ性を前面に打ち出している作品が多い。
  - ヤングアンリアルJINGAI - 非現実系電子コミック誌。
- ブリーゼコミックス - 女性向けコミックレーベル。「コミックブリーゼ」掲載作品を単行本化。
- ショコラシュクレコミックス - 女性向けコミックレーベル。一部電子専売あり。
- スリーズロゼコミックス - ボーイズラブ漫画のレーベル。
- ブラックチェリーコミックス - R18ボーイズラブ漫画のレーベル。

## 過去の刊行物

### 雑誌
- ユーズド・ゲームズ（1996年-2002年） - 書籍扱い
- ナイスゲームズ （1998年-2002年）- 書籍扱い
- PC-DIY（1997年-2004年[6]）
- Liz(リズ)（1997年-2000年[7]） - 離婚情報誌、PC-DIY増刊
- Network Clipping(ネットワーククリッピング)（発行:マイクロウエーブ、1998年[8]） - 書籍扱い
- ユーゲー（2002年-2006年[9]） - 2004年マイクロマガジン社に移管。
- コミックヴァルキリー（2006年-2012年[10]）
- コミックプリズム（2010年-2013年[11]） - 二次元ドリームマガジン増刊

### 小説レーベル
- 二次元EXノベルズ
- 二次元ゲームノベルズ
- 二次元ゲーム文庫
- 二次元ぷち文庫 - 電子書籍限定。
- あとみっく文庫
- KTC文庫 - 2013年7月に『琴浦さん 琴浦春香のこころえにっき』のみ刊行。全年齢向け。
- レベルアップノベルズ - ゲームノベライズ専門レーベル。全年齢向け。

### 漫画レーベル
- KTCアンソロジーコミックス - 二次創作物のアンソロジー。
- デルタコミックス - 成年漫画のレーベル。マイクロマガジン社から移管。
- KTコミックス - 韓国の漫画作品「ウィッチハンター」日本語版のみ刊行。
- KTCワイドコミックス - 4コマ漫画レーベル。
- スプレッドコミックス - カラーコミックスのレーベル。

### アンソロジーシリーズ
- 闘姫陵辱 - 成年コミックアンソロジー
- スレイブヒロインズ - 闘姫陵辱よりリニューアル
- 闘神艶戯 - スレイブヒロインズよりリニューアル
- メガミクライシス - 闘神艶戯よりリニューアル
- ヒロインピンチ - メガミクライシスよりリニューアル。紙書籍版はヒロインピンチDX
- 正義のヒロイン姦獄ファイル - ヒロインピンチよりリニューアル。紙書籍版は正義のヒロイン姦獄ファイルDX
- 敗北乙女エクスタシー - 正義のヒロイン姦獄ファイルよりリニューアル。紙書籍版は敗北乙女エクスタシーSP
- くっ殺ヒロインズ - 敗北乙女エクスタシーよりリニューアル。紙書籍版はくっ殺ヒロインズSP

## ゲーム事業

### ミルフィーユ
キルタイムコミュニケーションの美少女ゲームブランド。
- 魔法少女沙枝シリーズ
- 魔が堕ちる夜　デーモニックプリンセス
- 精霊騎士アクエアル 隷属の花嫁
- 聖天使ユミエル シャドークルセイド
- 目覚めると従姉妹を護る美少女剣士になっていた
- 極煌戦姫ミストルティア ベルトスクロールアクション
- 粘獄のリーゼ
- 変幻装姫シャインミラージュ 敗北へのカウントダウン
- 燦然可憐エクセルシフォン

### すふれそふと
- きらら★キララNTR 魔法少女は変わっていく…
- 義妹達との生活は気持ちいいけど少し疲れる
- 保育士の秘蜜 〜優しい顔と夜の顔〜
- 百合ラブスレイブ わたしだけの委員長
- ヤンデレ妹に愛されすぎて子作り生活
- エルフの国の宮廷魔導師になれたので姫様に性的な悪戯をしてみた

## 電子書籍サイト
- KTC store - キルタイムコミュニケーション直営の電子書籍＆グッズ販売サイト[4]。